# اچ‌نوام‌اس تریگ (۱۹۱۹)
اچ‌نوام‌اس تریگ (۱۹۱۹) (به انگلیسی: HNoMS Trygg (1919)) یک کشتی بود که طول آن ۵۳ متر (۱۷۳٫۸۸ فوت) بود. این کشتی در سال ۱۹۱۹ ساخته شد.